# Черкаська спеціалізована школа № 33 імені Василя Симоненка
Черка́ська спеціалізо́вана шко́ла I-III сту́пенів № 33 імені Василя Симоненка — спеціалізована школа в місті Черкаси.

## Історія
Черкаська спеціалізована школа №33 була заснована у 1988 році. У 1999 році відкрито барельєф Василя Симоненка, який і досі прикрашає рекреацію
першого поверху школи. В 1994 році відкрито музей-світлицю поета. В цьому ж році Постановою Кабінету Міністрів України школі присвоєно ім’я Василя Симоненка .  
З 1993 року в школі запроваджено поглиблене вивчення математики, англійської мови, української мови, біології, хімії. 
У 2003 році Розпорядженням №418 від 11 серпня 2003 року Голови 
Черкаської обласної державної адміністрації Черкаській загальноосвітній 
школі І-ІІІ ступенів №33 надано статус спеціалізованої школи природничого спрямування. 
Школа нараховує:
— 25 класів;
— середня наповнюваність класів — 27,6 учнів;
— 65 педагогічних працівників, з них:
— 11 — вчитель-методист;
— 17 — старший вчитель;
— 7 — вища категорія;
— 13 — І категорія;
— 6 — ІІ категорія;
— 11 — спеціалісти.
Функціонують класи-кабінети: української мови та літератури; хімії, біології;іноземних мов; географії; медіа-клас (інформаційних технологій); два комп'ютерних класи; кабінет обслуговуючої праці; шкільні майстерні; стоматологічний кабінет; їдальня; шкільне кафе;два спортивних зали; хореографічний клас та ін. Створення цих класів дало можливість поліпшити успішність учнів, створити умови для підвищення фахової майстерності педагогів школи.

## Методична робота
Вся методична робота в школі проводиться на діагностичній основі. Є власна програма діагностики і щороку складається прогноз розвитку діяльності школи. Кожен педагог має можливість підвищувати свій фаховий рівень через різні форми і методи методичного навчання: творчі групи, методичні наради, школа педагогічної майстерності, конкурси «Учитель року», «Урок року», майстер-класи, методичні оперативки, атестація педкадрів, курси підвищення кваліфікації, конференції, участь у різних видах проектів, конкурсах «Учитель року». Виставці педагогічних технологій «Зернини досвіду». Школа дає друковані роботи в професійній пресі.

## Виховна робота
Система виховної роботи в школі дає підстави вважати, що учні є свідомими
громадянами України, з власною життєвою позицією, здатними на добрі, 
благородні вчинки. Свідченням цього є те, що в 1999 році учень школи 
Кубилькин Артем нагороджений (посмертно) за заслуги перед м. Черкаси ”За
мужність, героїчний вчинок, здатність пожертвувати собою заради життя 
інших”.

## Соціально-психологічна служба
В школі створена соціально-психологічна служба, що здійснює соціальний та психологічний супровід дітей різних категорій. Педагоги, учні та батьки беруть участь у проекті «Погляд в майбутнє» спільно з українсько-голландським центром «Ескейп» співпрацюють з різними установами й закладами, що сприяють профілактиці негативних звичок серед школярів. У школі діють спортивні секції: футбол, баскетбол, волейбол. У школі працюють 9 гуртків різних напрямків.

## Музей-світлиця В.Симоненка
На базі музею В. Симоненка працює літературно-краєзнавчий гурток. 

## Досягнення вихованців
Створено танцювальний колектив «Ритм» з числа гуртківців хореографічного гуртка.
1. ↑  УКРАЇНИ, КАБІНЕТ МІНІСТРІВ (4 червня 1994), Українська:  "Про присвоєння імені Василя Симоненка середній загальноосвітній школі № 33 м. Черкас", процитовано 3 червня 2024